# Ley de la Trabajadoras y Trabajadores del Hogar en Perú
La Ley de la Trabajadoras y Trabajadores del Hogar, según su numeración Ley n. 31047, es la norma peruana que «regula la relación laboral de las personas que realizan trabajo doméstico y se denominan trabajadoras y trabajadores del hogar». Fue aprobada por el Congreso de la República en septiembre de 2020, por la Presidencia de la República en marzo de 2020 y publicada en el diario oficial El Peruano el 1 de octubre el 2020.
Existen sanciones a los empleadores que no registren a las trabajadoras del hogar ante la Superintendencia Nacional de Aduanas y de Administración Tributaria (Sunat).

## Contexto
Se estima que hay entre 53 hasta 100 millones de trabajadores domésticos en todo el mundo, en muchos casos se trata de trabajo en forma informal.De acuerdo a la Encuesta Nacional de Hogares (Enaho) de 2020, en el Perú había 244 726 personas que desempeñaban la función de trabajo del hogar, No obstante, se estima que el 86,9 % trabajan de manera informal.A la actualidad, 2024, el Ministerio de Trabajo y Promoción del Empleo (MTPE) cuenta con un registro de 12 702 trabajadoras y trabajadores del hogar, en situación de formalidad.
El trabajo doméstico remunerado, por todo lo que implica, constituye una de las modalidades de trabajo menos dignas y decentes del país. Ello se debe, en parte, a la poca formalización del trabajo, el escaso conocimiento de sus derechos por parte de los trabajadores y la poca fiscalización que a este se realiza.
Entre los principales motivos por los cuales no se da un tratamiento adecuado al trabajo doméstico, se encuentran los estereotipos y prejuicios establecidos en la sociedad. Estos están basados en el género, la raza o la clase social, operando todos ellos como factores de discriminación, enfatizando aún más la condición de fragilidad de las trabajadoras del hogar.
El día 1 de octubre de 2020 se publicó la Ley 31047, Ley de Trabajadoras y Trabajadores del Hogar, estableciéndose nuevas condiciones para los contratos de trabajo de la persona trabajadora del hogar, quedando derogada la Ley 27986, Ley de los Trabajadores del Hogar.
En el 2013, un documento de trabajo de la Organización Internacional del Trabajo, basado en el análisis de la información de la ENAHO para el período 2004-2010 señala que los principales rasgos de la condición social de las trabajadoras domésticas a la fecha son los siguientes: El creciente acceso del grupo a la educación aunque de baja calidad. La existencia de movilidad social, que permite salir del sector de trabajo doméstico. Carencia de vivienda digna. Limitado acceso a servicios de salud.
En 2018, Perú se adhiere al Convenio sobre trabajadores domésticos, instaurado por la Organización Internacional del Trabajo (OIT). 

## Contenido
La Ley de la Trabajadoras y Trabajadores del Hogar consta de 11 capítulos y 25 artículos.
- Capítulo 1 Aspectos generales
  - Artículo 1 Objeto
  - Artículo 2 Finalidad de la Ley
  - Artículo 3 Ámbito de aplicación
  - Artículo 4 Forma de prestación del trabajo doméstico
- Capítulo 2 El contrato de trabajo doméstico
  - Artículo 5 Celebración del contrato de trabajo
- Capítulo 3 Remuneración y otros beneficios
  - Artículo 6 Remuneración y condiciones de trabajo
  - Artículo 7 Edad mínima para el trabajo del hogar
  - Artículo 8 Pago de la remuneración
  - Artículo 9 Gratificaciones y compensación por tiempo de servicios
- Capítulo 4 Jornada de trabajo y descanso remunerados
  - Artículo 10 Jornada de trabajo
  - Artículo 11 Descansos remunerados
  - Artículo 12 Derecho a la educación
- Capítulo 5 Extensión del vínculo laboral
  - Artículo 13 Extinción del vínculo de trabajo
- Capítulo 6 Agencias privadas de empleo doméstico
  - Artículo 14 Objeto de las agencias de empleo doméstico
- Capítulo 7 Relaciones colectivas
  - Artículo 15 Derechos colectivos
- Capítulo 8 Protección de derechos fundamentales
  - Artículo 16 Prohibición de actos discriminatorios
  - Artículo 17 Protección de la maternidad
  - Artículo 18 Prevención y sanción del hostigamiento sexual
- Capítulo 9 Protección de derechos fundamentales
  - Artículo 19 Derecho a la seguridad social y pensión
  - Artículo 20 Derecho a la seguridad y salud en el trabajo
- Capítulo 10 Migración laboral protegida
  - Artículo 21 Migración laboral protegida
- Capítulo 11 Mecanismos inspectivos y legitimidad procesal
  - Artículo 22 Fortalecimiento de la autoridad inspectiva en caso de trabajo forzoso o infantil
  - Artículo 23 Labor inspectiva en el centro de trabajo
  - Artículo 24 Tutela urgente
  - Artículo 25 Presunción de hechos ciertos

### Definición de trabajadoras y trabajadores del hogar
De acuerdo a esta ley, se define a las trabajadoras y trabajadores del hogar de la siguiente manera:

Aquellas personas que realicen labores propias
del desenvolvimiento de la vida de un hogar y conservación de una casa habitación, siempre que no importen negocio o lucro económico directo para la persona empleadora o sus familiares. Dichas labores incluyen tareas domésticas, tales como la limpieza, cocina, ayudante de cocina, lavado, planchado, asistencia, mantenimiento, cuidado de niñas, niños y adolescentes, personas adultas mayores, personas enfermas, personas con discapacidad u otras personas dependientes del hogar, cuidado de mascotas domésticas, cuidado del hogar, entre otras.
Artículo 3 de la ley n.° 31047

## Reglamento de la Ley de las Trabajadoras y Trabajadores del Hogar
Aprobado por Decreto Supremo N° 009-2021-TR el 16 de abril del 2021. El Reglamento regula el trabajo del hogar remunerado en el marco de lo dispuesto por la Ley Nº 31047, Ley de las trabajadoras y trabajadores del hogar.
- Capítulo 1: Aspectos generales
- Capítulo 2: Contrato de trabajo del hogar
- Capítulo 3: Registro de trabajo del hogar
- Capítulo 4: Pago de renumeración y regulación de condiciones de trabajo
- Capítulo 5: Gratificaciones legales
- Capítulo 6: Compensación por tiempos de servicios
- Capítulo 7: Jornada de trabajo y descansos remunerados
- Capítulo 8: Extinción del vínculo laboral
- Capítulo 9: Relaciones colectivas
- Capítulo 10: Protección de derechos fundamentales
- Capítulo 11: Prevención y sanción del hostigamiento sexual en el trabajo del hogar
- Capítulo 12: Migración laboral protegida

## Registro del trabajo del hogar
Aprobado bajo Resolución Ministerial N° 243-2021. Es una plataforma web implementada por el Ministerio de Trabajo y Promoción del Empleo (MTPE) para garantizar los derechos de las personas trabajadoras del hogar, con el fin de que se puedan cumplir con las obligaciones de seguridad social en salud y pensiones.
Su objetivo es poner a disposición de las personas empleadoras del hogar un proceso que incentive el registro del contrato de trabajo, el cual previamente debe ser celebrado por las partes de esta relación laboral.
Ingrese aquí al Registro del Trabajo del Hogar - MTPE

## Organizaciones de trabajadoras del hogar en Perú
- FENTTRAHOP: Federación Nacional de Trabajadoras y Trabajadores del Hogar Perú[11]
- FENTRAHOGARP: Federación Nacional de Trabajadoras y Trabajadores del Hogar Remunerados del Perú
- SINTRAHOGARP: Sindicato Nacional de Trabajadoras del Hogar del Perú
- SINTTRAHOL: Sindicato de Trabajadoras y Trabajadores del Hogar de la Región Lima
- SINTTRAHICA: Sindicato de Trabajadoras y Trabajadores de Ica
- IPROFOTH: Instituto de Promoción y Formación de las Trabajadoras del Hogar
- CCTH: Centro de Capacitación para Trabajadoras del Hogar[12]

## Día Internacional de las trabajadoras del hogar
Se conmemora cada penúltimo día del mes de marzo desde hace más de 30 años, 1988. Tiene como propósito promover el valor del trabajo del hogar y convocar acciones para reivindicar los derechos de quienes lo realizan.
Fue instituido en el Encuentro Latinoamericano y del Caribe de Trabajadoras del Hogar (Colombia), y en la cual, además, se acordó la fundación de la Confederación Latinoamericana y del Caribe de Trabajadoras del Hogar (CONLACTRAHO) gracias a la participación de 11 países.
En Perú, se considera feriado no laborable remunerado, de conformidad con el artículo 11° de la Ley Nº 31047, que regula la relación laboral de las personas que realizan trabajo doméstico en el país.

## Recomendaciones
Un estudio de SINTTRAHOL buscó determinar y detectar factores de riesgo psicosocial en las trabajadoras y trabajadores del hogar en el 2021. Sus resultados fueron de acuerdo a la participación de 100 personas con edades entre 18 y 80 años. Algunos de ellos fueron: 
- Fortalecer la organización sindical por su efecto positivo sobre la salud psicosocial de las trabajadoras del hogar.
- Priorizar a las trabajadoras menores de 31 años en los planes de capacitación para el conocimiento y defensa de sus derechos.
- Incluir los trabajadores de hogar, tanto masculinos como femeninos, en los programas sociales del Estado por cuanto es un sector altamente vulnerable.[15]